# Lerchenberg (Seulingswald)
Der Lerchenberg ist eine 287,5 m ü. HN hohe Erhebung und befindet sich in der Flur der Stadt Werra-Suhl-Tal im Wartburgkreis in Thüringen. Naturräumlich zählt der Lerchenberg zum Seulingswald. Er wird landwirtschaftlich genutzt.
Über den Lerchenberg führt ein Abschnitt der hessisch-thüringischen Landesgrenze. Am Südhang befindet sich seit Anfang der 1990er Jahre ein vom Dankmarshäuser Heimatverein angelegter Spiel- und Rastplatz mit Seerosenteich als Ausgangspunkt für Wanderungen auf dem Grenzwanderweg Grünes Band zur etwa einen Kilometer entfernten Burgruine Hornsberg. 